# Edward William Hanson
Edward William Hanson, ameriški admiral, * 12. februar 1889, † 18. oktober 1959, San Diego.
Hanson je bil kontraadmiral Vojne mornarice ZDA in guverner Ameriške Samoe med 26. junijem 1938 in 30. julijem 1940.